# Wüstenhof (Wipperfeld)
Wüstenhof ist eine Ortschaft in der Gemeinde Wipperfürth im Oberbergischen Kreis im Regierungsbezirk Köln in Nordrhein-Westfalen (Deutschland).

## Lage und Beschreibung
Der Ort liegt im Südwesten der Stadt Wipperfürth im Tal des in die Großen Dhünn mündenden Mausbaches. Nachbarorte sind Untermausbach, Obermausbach, Boxberg und Lamsfuß.
Der Ort gehört zum Gemeindewahlbezirk 160 und damit zum Wahlbezirk Wipperfeld.

## Geschichte
1548 wird der Ort erstmals unter der Bezeichnung „Woestenhoeve“ in den Listen der bergischen Spann- und Schüppendienste genannt. Die Karte Topographia Ducatus Montani aus dem Jahre 1715 zeigt die Ortschaft mit der Ortsbezeichnung „Wüsthof“ und zwei Höfen. Die Topographische Aufnahme der Rheinlande von 1824 benennt den Ort mit „Wüstehof“. Die Karte verzeichnet auf umgrenztem Hofraum zwei getrennt voneinander liegende Grundrisse. Ab der Preußischen Uraufnahme von 1844 wird die Ortsbezeichnung Wüstenhof verwendet.

## Busverbindungen
Über die im Nachbarort gelegene Haltestelle Lamsfuß der Linie 427 (VRS/OVAG) ist Wüstenhof an den öffentlichen Personennahverkehr angebunden.